# Cynoponticus ferox
Il cinopontico (Cynoponticus ferox) è un pesce di mare della famiglia Muraenesocidae.

## Distribuzione e habitat
Questo pesce è presente nell'Oceano Atlantico orientale tra lo stretto di Gibilterra ed il golfo di Guinea, dove è molto comune. Nei mari italiani è invece raro, noto solo nell'Arcipelago Toscano, a Napoli ed in Sicilia. 

Frequenta fondi sabbiosi tra 10 e 100 metri di profondità.

## Descrizione
Molto simile a prima vista al grongo. La testa è grande, ed anche la bocca è profondamente incisa e supera di un buon tratto l'occhio. La dentatura è molto forte, con denti caniniformi ben visibili. L'occhio è piuttosto grande. Le pinne pettorali sono piuttosto grandi. La pinna dorsale ha la sua origine all'altezza delle aperture branchiali ed è molto più lunga della pinna anale, che è inserita a metà corpo. 

Il colore del pesce vivo è rosso bruno, con ventre e fianchi grigio scuro. Le pinne pettorali sono nere ed un bordo nero accompagna le altre pinne. Anche gli occhi hanno colore nero Dopo morto assume un uniforme colore grigio sul dorso e bianco sul ventre, molto simile a quello del grongo.

Raggiunge la lunghezza di 2 metri.

## Alimentazione
Predatore che si ciba soprattutto di pesci e crostacei.

## Pesca
Si cattura soprattutto con i palamiti, in maniera comunque occasionale. Le carni sono buone ma ricche di lische.